# 572-га фольксгренадерська дивізія (Третій Рейх)
572-га фольксгренадерська дивізія (Третій Рейх) (нім. 572. Volksgrenadier-Division) — піхотна дивізія народного ополчення (фольксгренадери) вермахту за часів Другої світової війни.

## Історія
572-га фольксгренадерська дивізія сформована 25 серпня 1944 року в ході 32-ї хвилі мобілізації у XX військовому окрузі в Західній Пруссії на полігоні Торн (нім. Truppenübungsplatz Thorn) за рахунок підрозділів розгромленої 340-ї піхотної дивізії. Але вже 4 вересня 1944 року її частини пішли на доукомплектування 340-ї фольксгренадерської дивізії.

## Райони бойових дій
- Західна Пруссія (серпень — вересень 1944)

## Командування

### Командири
- генерал-лейтенант Теодор Тольсдорф (нім. Theodor Tolsdorff) (25 серпня — 4 вересня 1944)

### Склад
| 1944                                      |
| ----------------------------------------- |
| 1174-й гренадерський полк                 |
| 1175-й гренадерський полк                 |
| 1176-й гренадерський полк                 |
| 1572-й артилерійський полк                |
| 1572-га рота зв'язку                      |
| 1572-ге дивізійне управління забезпечення |